# المصنعة (الطويلة)

تعديل مصدري - تعديل

المصنعة هي إحدى قرى عزلة الغربي بمديرية الطويلة التابعة لمحافظة المحويت، بلغ تعداد سكانها 306 نسمة حسب تعداد اليمن لعام 2004.